# Villa rustica de la Mihăești
Villa rustica este situată la extremitatea estică a localității Mihăești din județul Olt.

## Legături exerne
- Roman castra from Romania (includes villae rusticae) - Google Maps / Earth Arhivat în 5 decembrie 2012, la Archive.is